# Eastman Chemical Company
Eastman Chemical Company är ett amerikanskt multinationellt företag inom den kemiska industrin och har verksamheter i 31 länder på samtliga kontinenter, där de tillverkar och marknadsför kemikalier till kunder i fler än 100 länder världen över.
Företaget grundades den 1 januari 1994 efter att det globala tillverkningsföretaget Eastman Kodak Company knoppade av sitt kemiska dotterbolag till att bli ett självständigt företag på grund av att Kodak var tvungna att få bukt med sina miljardskulder.
För 2016 hade de en omsättning på omkring $9 miljarder och en personalstyrka på 15 000 anställda. Deras huvudkontor ligger i Kingsport i Tennessee.